# Волобуев, Евгений Иванович
Евгений Иванович Волобуев (22 января 1924, Ленинград, РСФСР — 2 декабря 2016, Санкт-Петербург, Российская Федерация) — советский военачальник, начальник Управления противолодочной борьбы — заместитель начальника Главного штаба ВМФ (1979-1986), вице-адмирал.

## Биография
Сражался под Ленинградом в дивизии народного ополчения. После учёбы в Военно-морской спецшколе с 1942 г. служил в должности командира отделения артиллерийских электриков. В 1948 году окончил Высшее Краснознаменное училище береговой обороны в Риге.
В 1948—1951 годах на Балтике, командир огневого взвода, командир артиллерийской батареи военно-морской базы Порккала-Увд,
1951—1955 гг. — на Северном флоте, командир башни главного калибра крейсера, старший помощник командира эсминца, 1955—1956 гг. — слушатель Высших специальных офицерских классов ВМФ, 1956—1958 гг. — командир эсминца «Возбуждённый» на Тихоокеанском флоте, 1958—1962 гг. — старший помощник командира, командир крейсера,
В 1962—1963 гг. — слушатель Академических курсов при Военно-морской академии,
1963—1971 гг. — Северный флот, командир бригады эсминцев, начальник штаба, командир дивизии противолодочных кораблей. Одним из первых осваивал тактические приемы и способы действий группировки разнородных сил при поиске и слежении за подводными лодками.
В 1970 году ему было присвоено воинское звание контр-адмирала.
В 1971—1974 гг. — командир 5-й Средиземноморской оперативной эскадры Военно-Морского флота. Обеспечивал безопасность проводки транспортных караванов в период арабо-израильского конфликта в условиях противостояния силам 6-го флота США. С 1973 года вице-адмирал. 
В 1974—1976 гг. — первый заместитель командующего Северным флотом,
1976—1978 гг. — заместитель начальника противолодочных сил ВМФ, 1979—1986 гг. — начальник Управления противолодочной борьбы — заместитель начальника Главного штаба ВМФ. Внес значительный вклад в развитие и совершенствование тактики группировок разнородных противолодочных сил флотов, боевого управления противолодочными силами, организации проведений противолодочных операций.
С 1986 года в отставке, вёл большую научную работу, почетный академик Академии военных наук Российской Федерации.
Похоронен на Серафимовском кладбище Санкт-Петербурга.

## Председатель Комиссии государственной приемки кораблей ВМФ
Председатель комиссии по испытаниям головного тяжелого авианесущего крейсера «Киев», корабля измерительного комплекса «Маршал Неделин». Решительно и бескомпромиссно отстаивал интересы боеготовности Военно-Морского флота.

## Награды и звания
- Два ордена Красного Знамени,
- Орден Отечественной войны I степени,
- Три ордена Красной Звезды,
- Орден «За службу Родине в Вооруженных Силах СССР» III степени,
- медали
- иностранные награды.